# 第2工兵連隊 (フランス軍)
第2工兵連隊（だいにこうへいれんたい、2e régiment du génie：2e RG）は、モゼル県メスに駐屯する、工兵旅団隷下のフランス陸軍の工兵連隊である。2010年に解隊された。
兵種は工兵、伝統的区分も工兵である。

## 沿革
- 1814年：第2工兵連隊が編成される。

## 最新の部隊編成
- 連隊本部
- 本部管理中隊
- 管理支援中隊
- 基礎訓練中隊
- 第1援助展開中隊
- 第2援助展開中隊
- インフラ運営中隊
- エネルギー供給中隊
- 予備訓練中隊

## 連隊の任務
連隊は、重資器材を用いて、応急インフラ整備を行い電力及び清潔な飲料水を供給することにある。

## 主要装備
- GIAT BM92-G1
- FA-MAS
- AA-52
- 12.7mm重機関銃
- MPG（多目的工兵車、バケットローダー）
- MAT（車両渡河資材）
- EMAD (ショベルドーザ)
- GPL (汎用クレーン車)
- SOUVIMローダ
- MATEM (浄水装置)
- UMTE (浄水装置)
- VAB
- VAL
- P4